# M-teori
M-teori är den teori som förenar de fem 10-dimensionella supersträngteorierna och 11-dimensionell supergravitation. Den introducerades 1995 av Edward Witten under strängteorikonferensen Strings '95 och ses allmänt som det som inledde den andra supersträngrevolutionen.

## Bakgrund

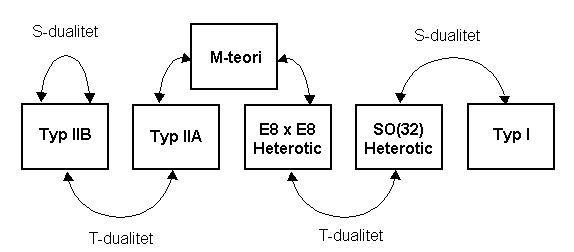

För mer grundläggande information om strängteori i allmänhet se: Strängteori
Ett av strängteorins allra största problem är att det finns hundratusentals olika strängteorier. Även om man bara koncentrerar sig på de fem supersträngteorierna finns det ett otal olika sätt att vika ihop de extra rumsdimensionerna. 
Fysiker har sedan en längre tid vetat att man via dualiteter har kunnat koppla ihop vissa av de fem supersträngteorierna, det vill säga de fem strängteorier som på ett eller annat sätt kräver supersymmetri och som arbetar med 10 dimensioner, med någon annan supersträngteori. Via T-dualitet kunde man koppla ihop Typ IIB med Typ IIA och heterotisk E8×E8 med heterotisk SO(32). Likaså kunde man koppla ihop heterotisk SO(32) med Typ I och Typ IIB med sig själv med hjälp av S-dualitet. Sammantaget hade man nu visat att de fem supersträngteorierna kunde kopplas ihop till två grupper, vilket fortfarande var en för mycket för en teori om allt.
Det är här M-teori kommer in i bilden genom att visa att det finns dualiteter som binder ihop de två grupperna av supersträngteorier.
Vetenskapsmännen och teorifysikerna lade till en elfte dimension för att kunna få ihop strängteorin i sin helhet då beräkningarna tidigare inte helt och hållet var kompletta. Det som fattades var massan. En grupp unga amerikanska forskare tillade gravitation i stället för en elfte dimension för att få ihop strängteorin men fick inget gehör inom den vetenskapliga världen.

## Vad innebär M-teori?
Med M-teori anses det möjligt att koppla ihop de fem supersträngteorierna till en enda teori.
Det hela började 1995 med att Ed Witten hävdade att om man utgick ifrån supersträngteori typ IIA och lät värdet på dess strängkopplingskonstant öka från ett värde långt mindre än 1 till ett betydligt större värde så var den fysik som beskrevs en lågenergiapproximation till elvadimensionell supergravitation. Supergravitation är en teori som förenar standardmodellen, supersymmetri och allmänna relativitetsteorin (men inte den speciella relativitetsteorin). Att det som Witten hävdade stämmer kan endast kontrolleras för den del av fysiken som vi kan beskriva med en strängkopplingskonstant större än 1, främst BPS-tillstånden. 

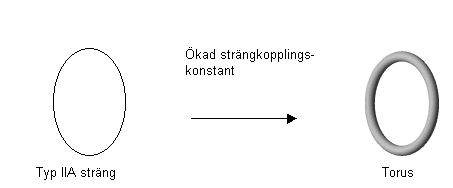

Hur kunde en teori i tio dimensioner ha en approximation i elva? Det visade sig att den elfte dimensionens storlek (radien) styrdes av strängkopplingskonstanten, när den ökar går en typ IIA sträng från ”sträng” till en torus. 

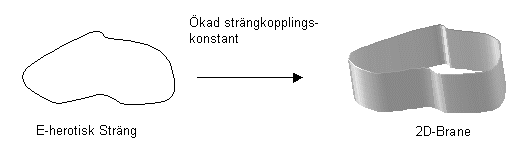

Senare visade Witten och Petr Horava att även heterotisk E8×E8 hade en elvadimensionell beskrivning. När man lät strängkopplingskonstanten öka till ett värde större än 1 visade det sig att den niodimensionella (vi har nio rumsdimensioner och en tidsdimension i supersträngteorin) strängen fick en ny tionde rumsdimension. Storleken på denna styrdes av strängkopplingskonstanten. Strängen har blivit ett bran.
Sammantaget kan man säga att man via M-teori nu har förenat alla fem supersträngteorierna.

## Vad står M för i M-teori?
Enligt dess skapare Ed Witten står M i M-teori inte för något bestämt. Det har förekommit förslag som magic (magisk), matrix (matris), mystery (mysterium) och mother (moder). Även att M skulle vara ett upp och ner vänt W för Witten har föreslagits. För att förståelsen för M-teorin ännu är så begränsad har även murky (dunkel) föreslagits. Membrane (membran) har föreslagits med koppling till de mångdimensionella bran som förekommer i teorin. Skeptiker till strängteori i allmänhet och M-teori i synnerhet har kommit med egna förslag på vad M står för som till exempel mud (lera).

## M-teori tillåter olika typer av universum
Inom M-teorin kan universum ha flera olika former. Några av alla dessa former är:
- Vi lever i ett universum som har tre utsträckta rumsdimensioner, sex ihoprullade rumsdimensioner och en tidsdimension. Inom dessa vibrerar en tvådimensionell sträng, ett bran.
- Vi lever på ett tredimensionellt D-bran som rör sig i en sjudimensionell utsträckt rymd.
- Det kan finnas ett flertal (parallella) världar på olika D-bran som flyter runt, vilket leder till en teori om att det var två sådana membran som när de kolliderade orsakade Big Bang i det s.k. ekpyrotiska scenariot.

## Avslutning
Vår förståelse för M-teorin är ytterst begränsad och det återstår mycket arbete med att verifiera den. Strängteoretikerna hoppas att man i partikelacceleratorer som CERNs LHC kommer att kunna påvisa supersymmetriska partiklar, men det är oklart vid vilka energier dessa kan förväntas produceras. Vid de energier som hittills (2022) uppnåtts har inga supersymmetriska partiklar kunnat detekteras.
Ett av M-teorins, och även strängteorins, största konceptuella problem är att de inte är bakgrundsoberoende, det vill säga de förutsätter att det finns en bakgrund som strängarna kan vibrera i. Detta till skillnad från en del andra teorier för att förena gravitation med de övriga krafterna.